# Csilizradvány
Csilizradvány (szlovákul Čiližská Radvaň) község Szlovákiában, a Nagyszombati kerületben, a Dunaszerdahelyi járásban.

## Fekvése
Csilizradvány a Csilizköz legnagyobb területű és legnépesebb települése.
Dunaszerdahelytől 22 km-re délkeletre, Nagymegyertől 7 km-re délnyugatra fekszik. Füzespuszta (Vrbina) település tartozik hozzá. Csilizradvány teljesen egybeépült a szomszédos Balonnyal.
Délről Kulcsod, délnyugatról Medve, nyugatról Balony, északról Csilizpatas, keletről pedig Nagymegyer határolja. Keleti határát a Csiliz-patak alkotja, mely egyben a történelmi Győr és Komárom megyék határa is volt.
Csilizradvány 21,41 km²-es területe a Kisalföldön fekszik 110-113 méteres tengerszint feletti magasságban. Egykor mocsarak borították, melyeknek lecsapolása után a táj meghatározó elemeivé váltak a csatornák. A község területén négy tó található: Parlag-, Rákócza-, Nagy- és Kis-tó. Utóbbi kettő az 1965-ös árvíz után keletkezett, amikor a falu újjáépítéséhez sok kavicsra volt szükség. 2006 óta a tavakat a helyi horgászszövetség használja.
Csilizradványt érinti a Negymegyert (7 km) a medvei Duna-híddal (6 km) összekötő 586-os út. A falut mellékutak kötik össze Csilizpatassal (6 km), Kulcsoddal (4 km) és Balonnyal (1,5 km).
A község dűlőnevei közül figyelmet érdemelnek: Bácsháza, Csobáncz-hát, Köves-út és Asztalos. Egy Haraszt nevű települést is említ Radvány mellett az 1252-ből való oklevél, mely valószínűleg a tatárjáráskor pusztult el.

## Élővilága

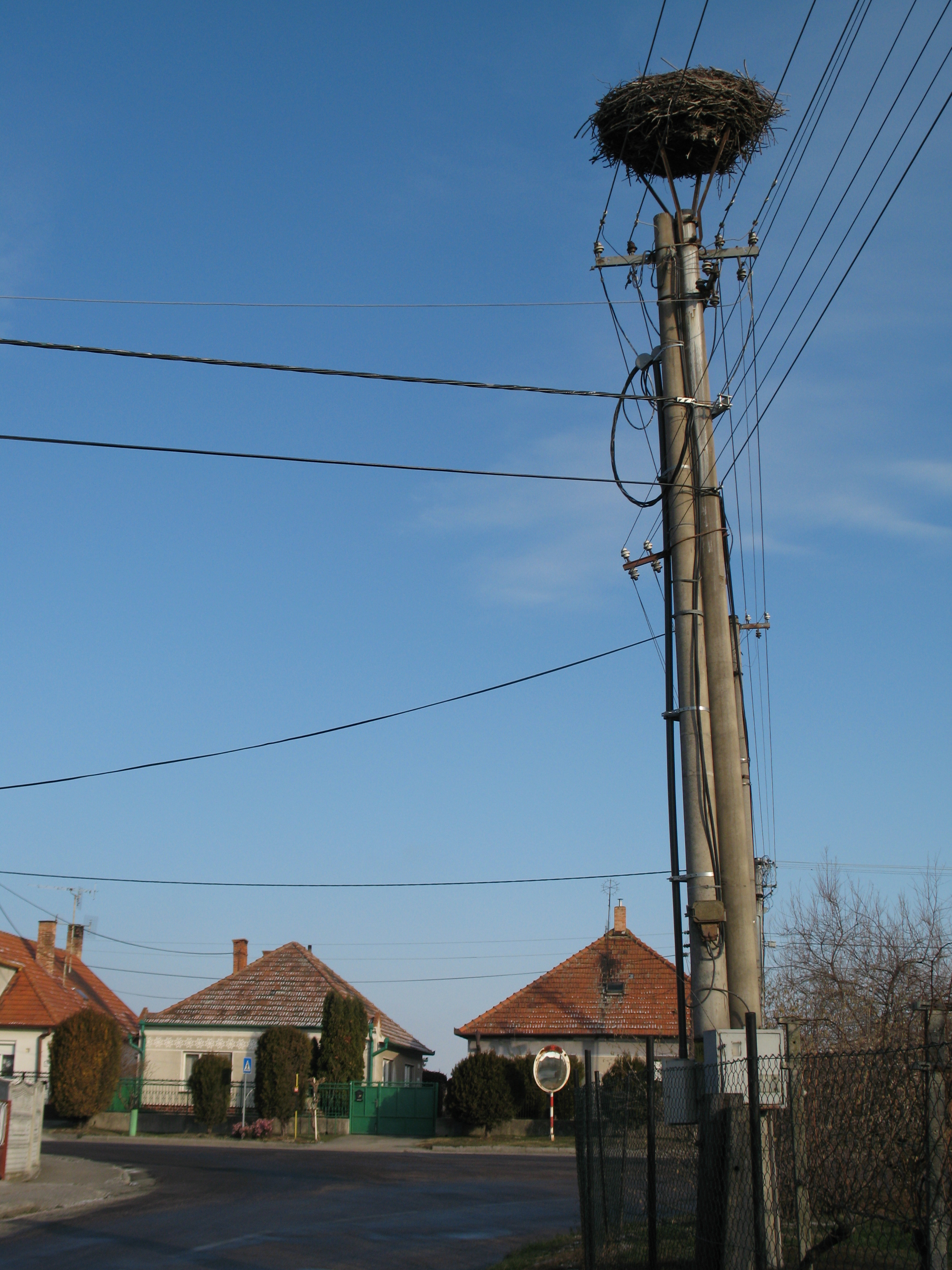
Gólyafészek
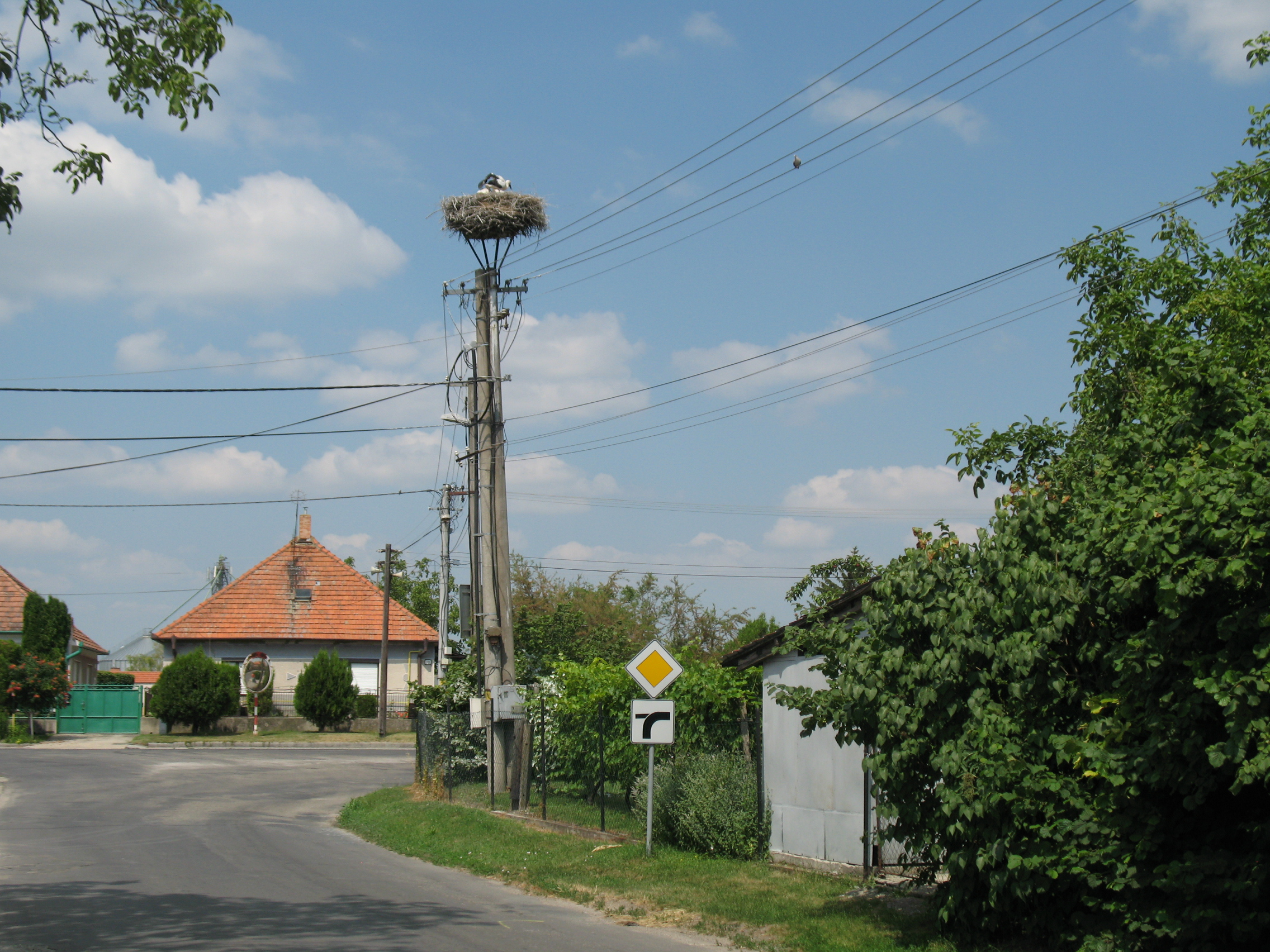
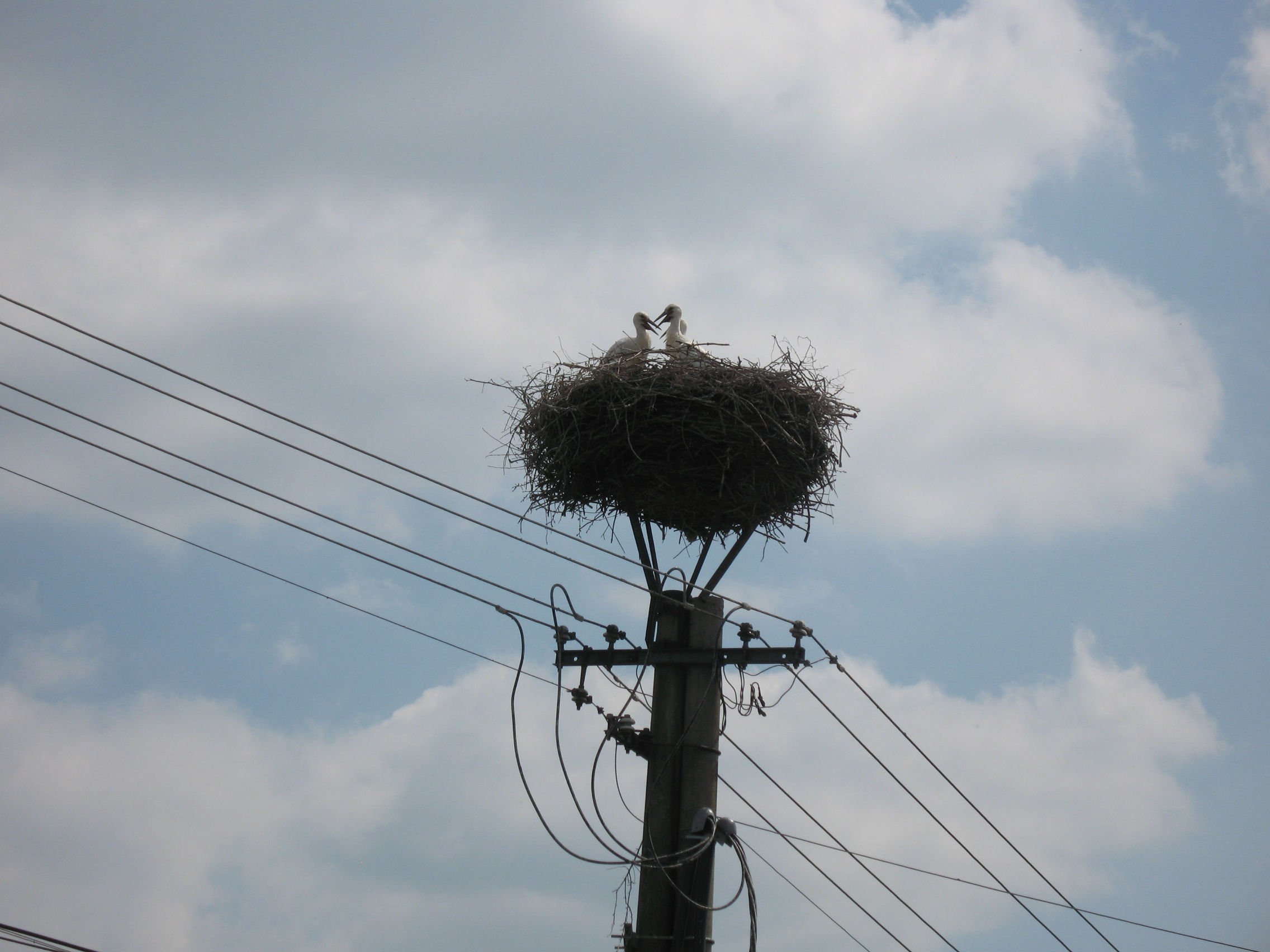
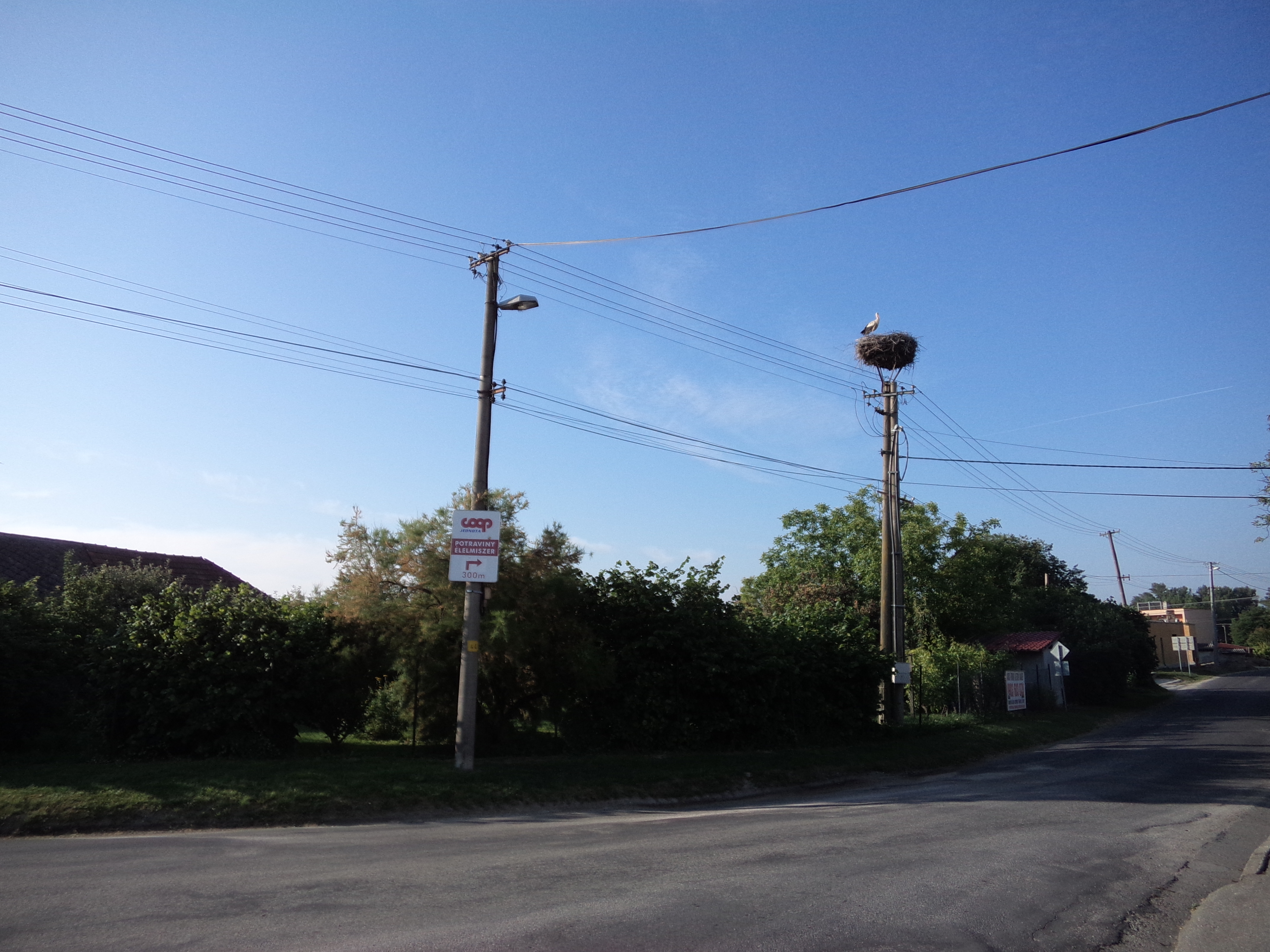

A főút mentén van a faluban gólyafészek. Utoljára 2011-ből van adat költésre.

## Története

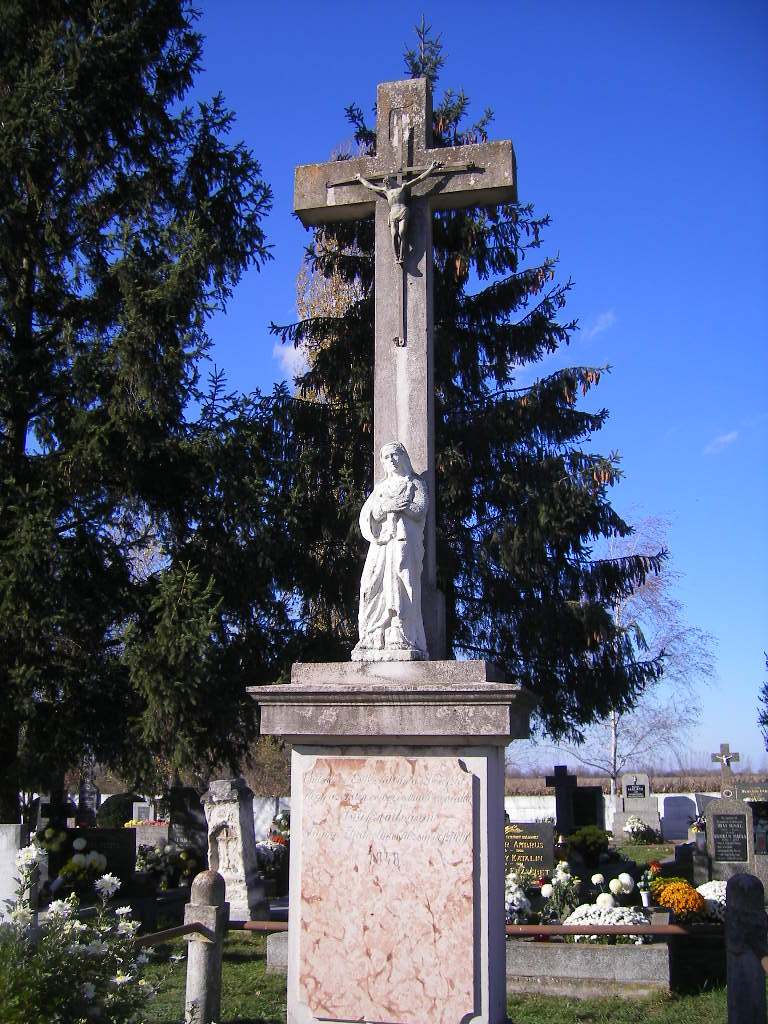
Temetői kereszt

A falu első említése a zobori apátság birtokösszeírásában található 1252-ből, ekkor Villa Rodovan és Roduan néven említik, nevét a Rád nemzetségtől származtatják.
Az idők folyamán több birtokosa is volt – a 13. században felerészben a zobori apátságé és a pozsonyi váré, a 15. században pedig a Dóczy család birtoka. A török időkben sokat szenvedett a gyakori rajtaütések következtében (különösen Győr 1594-es elfoglalása után).
A 16. században a község (a Csilizköz egészéhez hasonlóan) átvette a református vallást (Huszár Gál prédikátor hatására). 1610 körül Czene Péter prédikátor újjászervezte a helyi református gyülekezetet. 1644-ben I. Rákóczi György hadjárata során a falu és a templom is elpusztult. Csilizradvány református maradt az ellenreformációt követően is (pedig 1674-ben a pozsonyi vérbíróság Patonai Benedek radványi prédikátort gályarabsággal fenyegetve, lemondásra kényszerítette, majd a templomot leromboltatta). Ekkoriban a falu az Istvánffy család birtoka volt.
1683-ban Sobieski János lengyel király hadai égették fel a falut, ezt az eseményt századok múltán is emlegették lengyeljárás néven.[forrás?] 1761-ben csaknem az egész település leégett, közte a román kori római katolikus templom is. Miután a türelmi rendelet lehetővé tette a szabad vallásgyakorlást, 1794-ben a templomot barokk stílusban felújították és végleg a református gyülekezeté lett. A falu lakói főként mezőgazdaságból éltek. 1799-ben létesült az első felekezeti iskola.
A 19. században az Illésházy és Batthyány család volt a birtokosa. 1809-ben a győri csata a falut is sújtotta. 1828-ban 432 lakosa volt. 1849-ben a község lakói is részt vettek a komáromi vár védelmében. 1863-ban és 1907-ben újra tűzvészek pusztítottak.
Vályi András szerint „RADVÁNY. Magyar falu Győr Vármegyében, földes Urai több Urak, lakosai katolikusok, és reformátusok, fekszik Csilízközben, Szapnak szomszédságában, Szerdahelytől 2, Somorjától 4 mértföldnyire; térséges határja 2 nyomásbéli, búzát leginkább terem, földgye jó, mezeje, réttye, nádgya elég, erdeje nints, híres a’ kenderről, piatza Somorján.”
Fényes Elek szerint „Radvány, magyar falu, Győr vgyében, tul az öreg Dunán, a Csilizközben, 523 ref., 180 kath., 20 zsidó lakossal, kik többnyire nemesek. Ref. anyatemplom. Róna határa termékeny, de különösen szénával bővelkedik, s lakosai szép lovakat tenyésztenek. – Kender is sok terem. A szarvai urad. tartozik, Poson megyében. Ut. p. Győr.”
A trianoni békeszerződésig Győr vármegye Tószigetcsilizközi járásához tartozott.
Bethlen Aladár felosztott füzespusztai nagybirtokára az első csehszlovák földbirtokreform során 1928-ban cseh és morva kolonisták települtek. Füzespuszta a nagyobb magánkolóniák közé tartozott, az 1204 hektáros területre 43, többségében morva telepes költözött. A kolónián 1928-ban egyosztályos iskola is nyílt.
1947-ben 24 családot telepítettek ki Magyarországra, valamint hurcoltak kényszermunkára Csehországba. A jogfosztottság évei után 1949. szeptember 1-jén kezdődött újra a magyar nyelvű oktatás.
Az 1965-ös dunai árvíz súlyos károkat okozott Csilizradványon is. Június 17-én a Duna töltése átszakadt Kulcsod és Csicsó között, a víz elöntötte a falut; a lakosságot kitelepítették. 264 háza közül 71 ház összedőlt, 11 pedig megrongálódott. Az újjáépítés során nyerte el a falu mai képét, a fontosabb középületek (községháza, orvosi rendelő) is ekkor épültek.
Napjainkban Csilizradvány a Csilizköz központi települése teljes szervezettségű alapiskolával és egészségügyi központtal (utóbbi 1967–1970 között épült). A csilizradványi polgármester az elnöke a 2000-ben megalakult Csilizközi Falvak Társulásának.

## Népessége
| Év:            | 1994. | 2004.   | 2014.   | 2024.   |
| -------------- | ----- | ------- | ------- | ------- |
| Emberek száma: | 1164  | 1277    | 1188    | 1163    |
| Eltérés:       |       | +9,70 % | -6,96 % | -2,10 % |

| Év:            | 2023. | 2024.   |
| -------------- | ----- | ------- |
| Emberek száma: | 1159  | 1163    |
| Eltérés:       |       | +0,34 % |

1880-ban 664 lakosából 643 magyar anyanyelvű volt.
1890-ben 824 lakosából 823 magyar anyanyelvű volt.
1900-ban 816 lakosából 813 magyar anyanyelvű volt.
1910-ben 979 lakosa mind magyar anyanyelvű volt.
1921-ben 958 lakosa volt, ebből 887 (92,6%) volt magyar, 58 (6,1%) pedig csehszlovák nemzetiségű.
1930-ban 1031 lakosából 797 magyar és 222 csehszlovák volt.
1941-ben 923 lakosából 921 magyar volt.
1970-ben 1049 lakosából 1033 magyar és 13 szlovák volt.
1980-ban 1068 lakosából 1043 magyar és 17 szlovák volt.
1991-ben 1119 lakosából 1092 magyar és 19 szlovák volt.
2001-ben 1218 lakosából 1162 (95,4%) magyar és 47 (3,9%) szlovák nemzetiségű volt. Ugyanekkor 519 római katolikus, 469 református és 9 evangélikus lakosa volt a községnek.
2011-ben 1205 lakosa volt, ebből 1128 magyar és 65 szlovák volt.
2021-ben 1175 lakosából 1030 (+21) magyar, 112 (+12) szlovák, 9 egyéb és 24 ismeretlen nemzetiségű volt.

## Oktatás, kultúra
- Magyar Tannyelvű Alapiskola – a 2007/2008-as tanévben 348 tanulója volt, a környező településekről is látogatják. Jelenlegi épülete 1960-ban épült.[11]
- Magyar Tannyelvű Óvoda – 1967-ben épült.[12]
- Kék Iringó Éneklőcsoport – 20 tagú, 2000 óta a neves népzenekutató, Ág Tibor vezeti.
- Kultúrház, könyvtár.

## Gazdaság
- Csilizköz Rt. – a mezőgazdasági szövetkezet utódja, többek között tejtermeléssel és zöldségtermesztéssel foglalkozik. 2003-ban mintegy 400-an dolgoztak itt.[13]
- Agronet Rt. – kukoricatermesztéssel foglalkozó vállalat.

## Nevezetességei

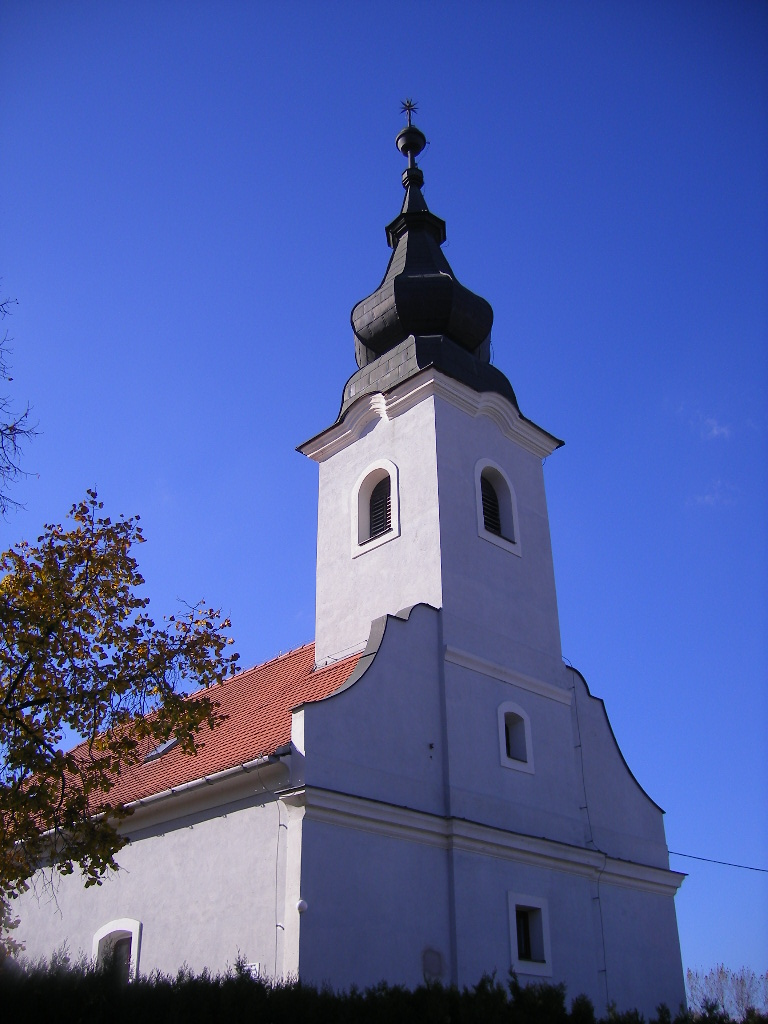
A református templom

- Református temploma Árpád-kori eredetű, gótikus stílusú, mai formájában 1794-ben építették újjá. Eredetileg katolikus templom volt, 1550. körül vált reformátussá. Több alkalommal szenvedett tűzkárokat (1644., 1863., 1907.), az utolsó alkalommal a templom teteje leégett és ledőlt. 1908-as felújításakor neoklasszicista jegyeket kapott. 1989-ben a gyülekezeti tagok segítségével felújították. A templom történetéhez tartozik egy legenda, miszerint IV. Béla király felesége a tatárok elől menekülve a radványi templomtól mintegy 300 méterre lévő sövényvárban szülte meg egyik gyermekét. A gyermeket a radványi templomban keresztelték meg. Ebből az alkalomból olyan kiváltságot adott a radványiaknak, hogy a templomhoz tartozó többi falvak számára külön kaput nyitottak a templomon, hogy a radványiaknak ne kelljen velük egy kapun bejárni. A templom most folyó rekonstrukciója alkalmából a régi vakolat alól valóban előkerült a balonyiak ma már befalazott kapuja.
- A községháza előtt áll a Csilizradvány és Réty községek barátságát jelképező, 1990-ben felavatott kopjafa.
- A két világháború áldozatainak emlékművei (az elsőt még 1921-ben emelték) a temetőben található.
- A temetői nagykeresztet 1848-ban állították a katolikus hívők.
- Az 1972-ben épült ravatalozót Lipcsei György szobrászművész domborművei díszítik.
- Az óvoda épülete előtt harangláb áll.
- A falu határában fekvő Csilizi-mocsár védett terület.

## Neves személyek
- Itt született 1939-ben Beke Sándor szlovákiai magyar rendező, színházigazgató a Gárdonyi Géza Színház Örökös Tagja.
- Kóczán Mór – atléta, olimpikon, 1948-as áttelepüléséig volt a falu lelkésze. Ő alapította meg a csilizradványi sportkört.
- Itt szolgált Kiss László (1950) felvidéki magyar orvos, író, orvostörténész.
- Itt szolgált Pázmány Dániel Csanád vármegyei főlevéltáros és református lelkész.

## Képtár

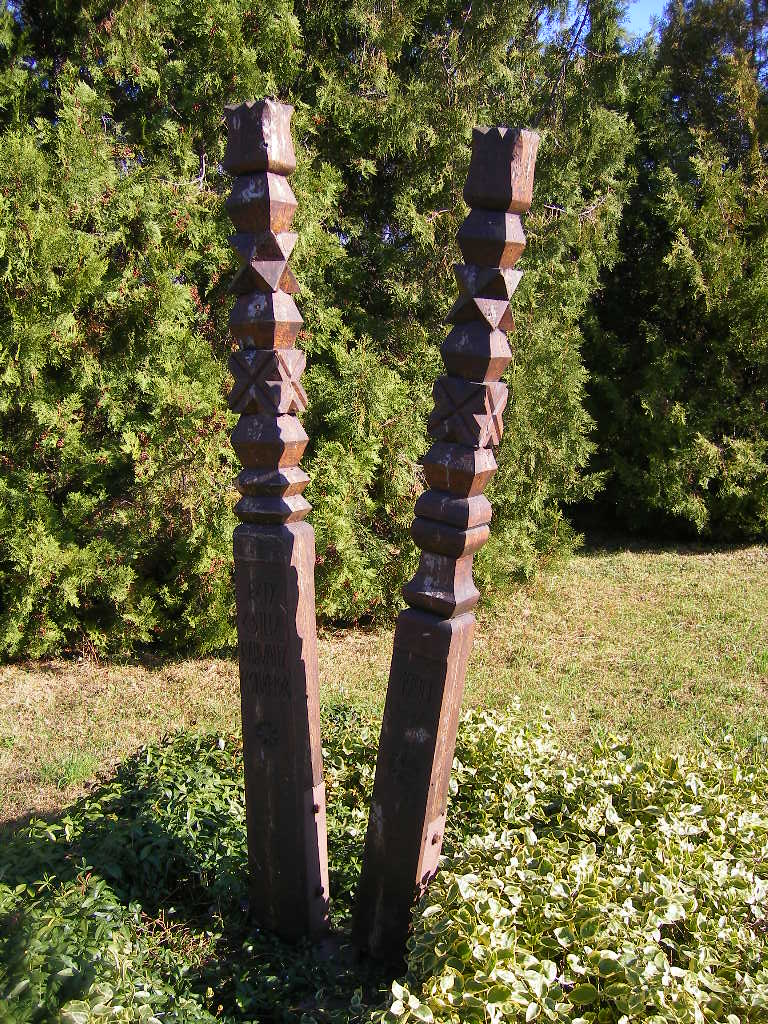
Csilizradvány - Réty kopjafák
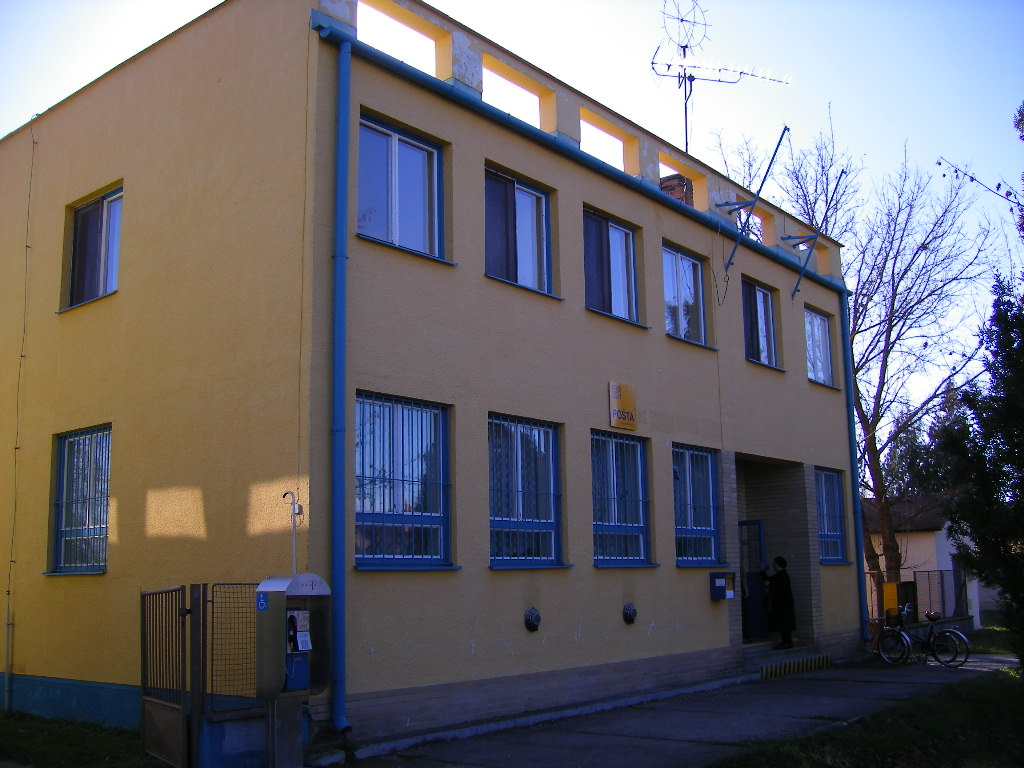
Postahivatal (1976-ban épült)
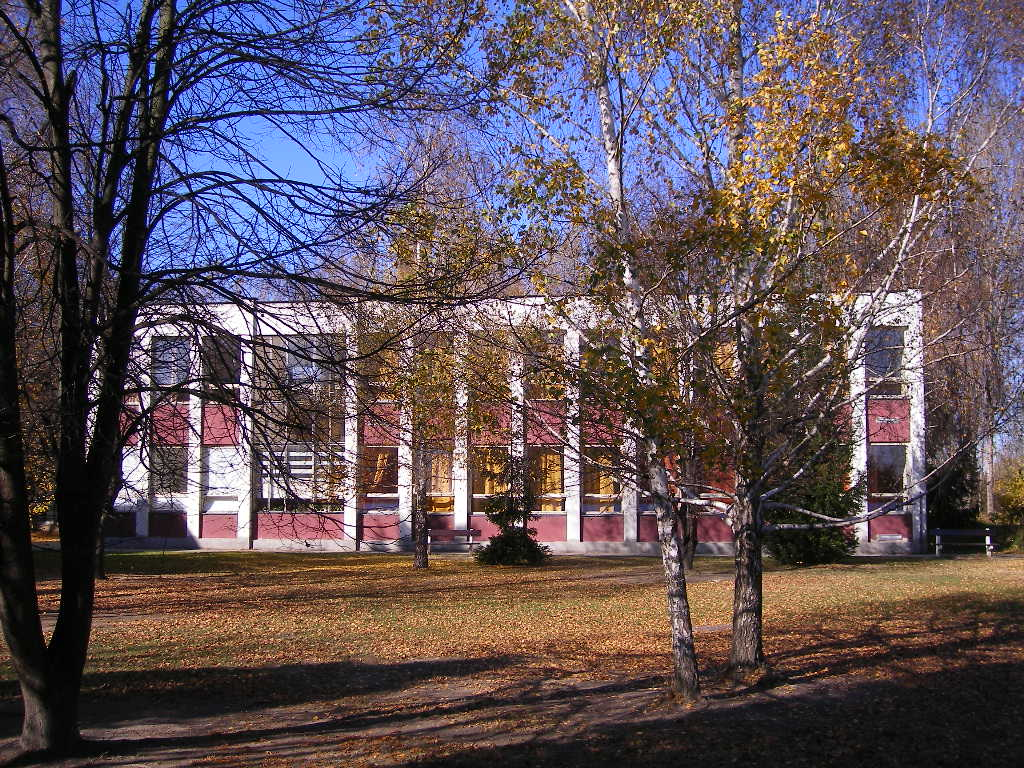
A csilizradványi alapiskola
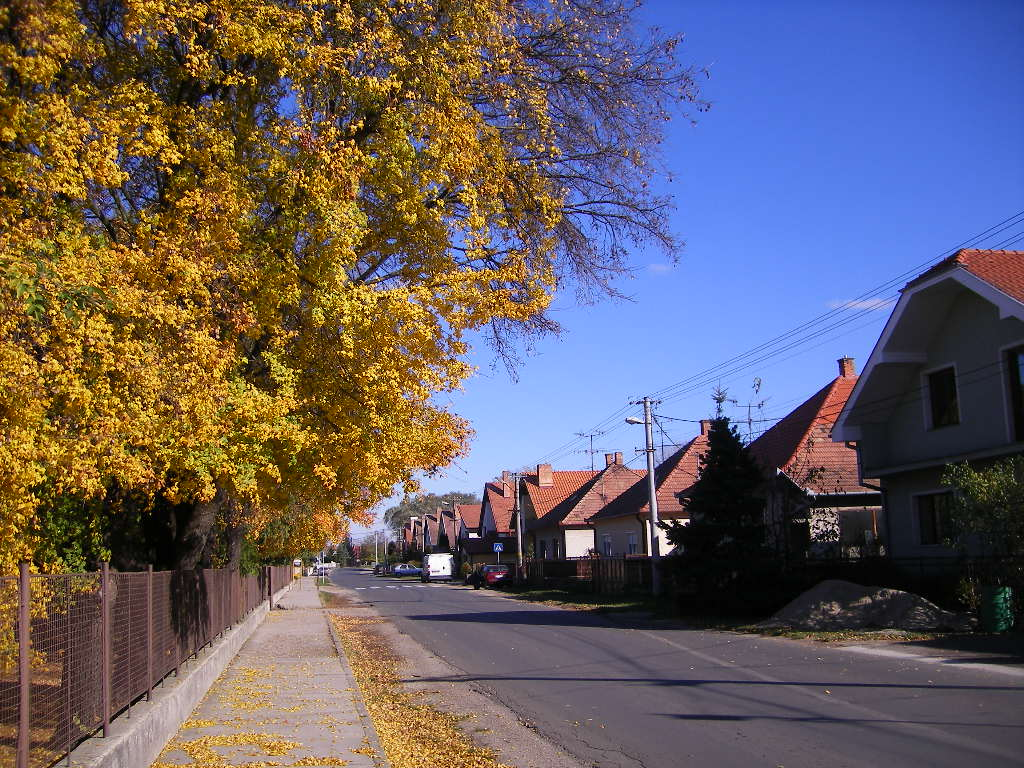
Csilizradványi utcakép
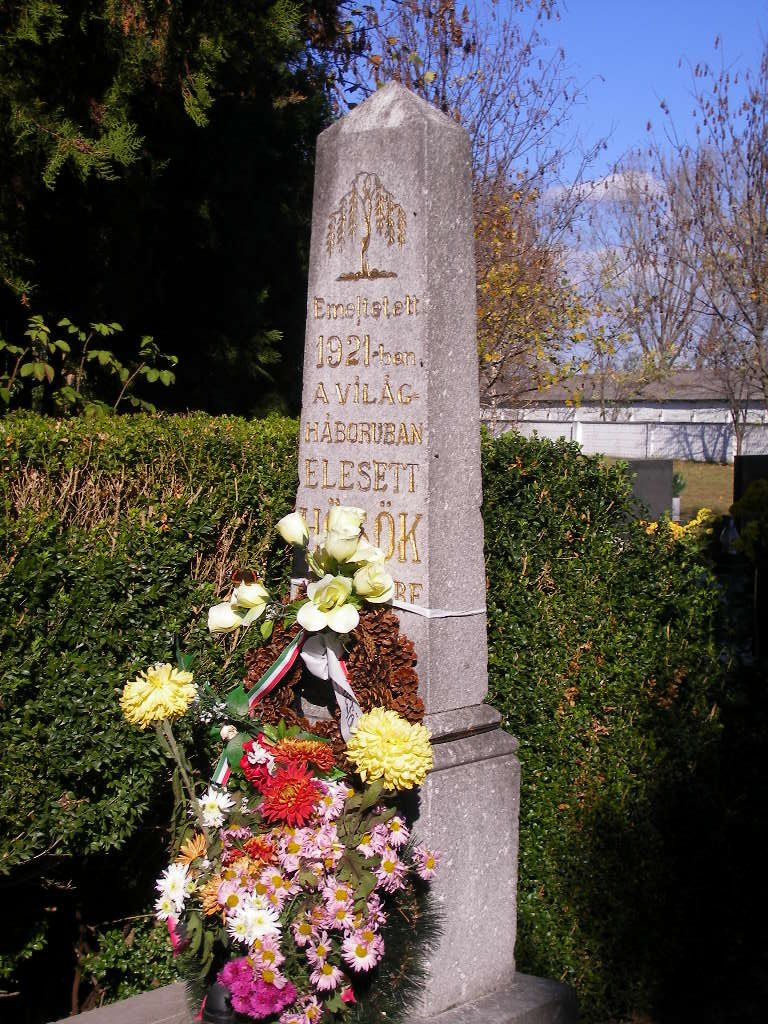
Az első világháború áldozatainak emlékműve
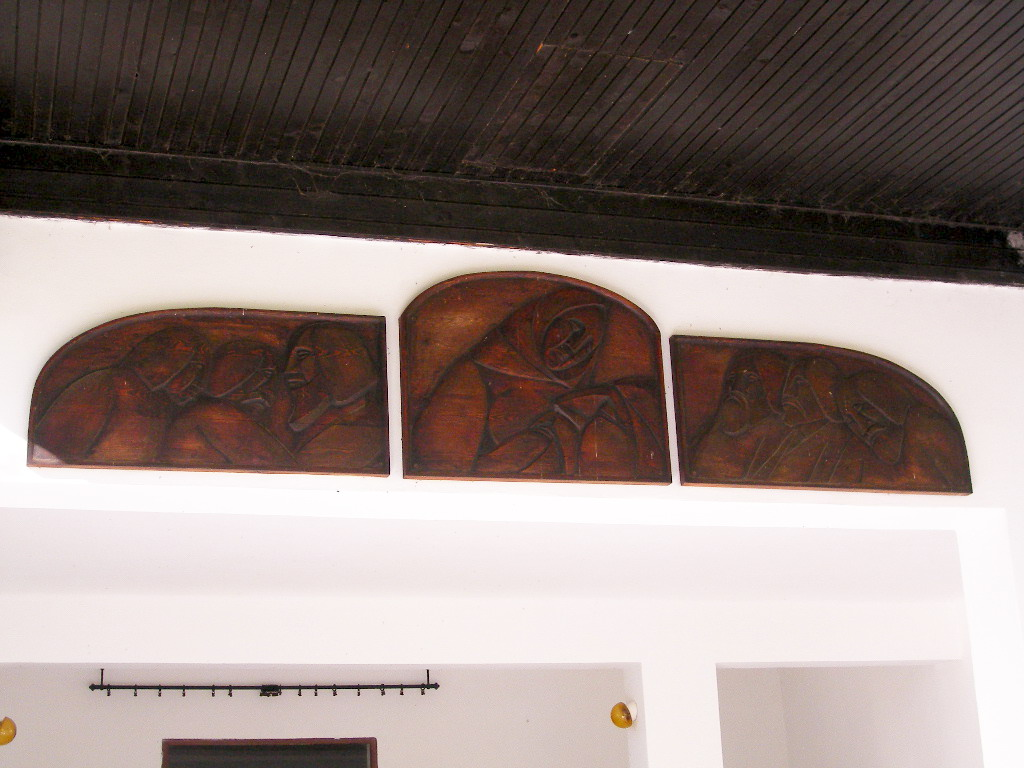
Dombormű a ravatalozó épületén
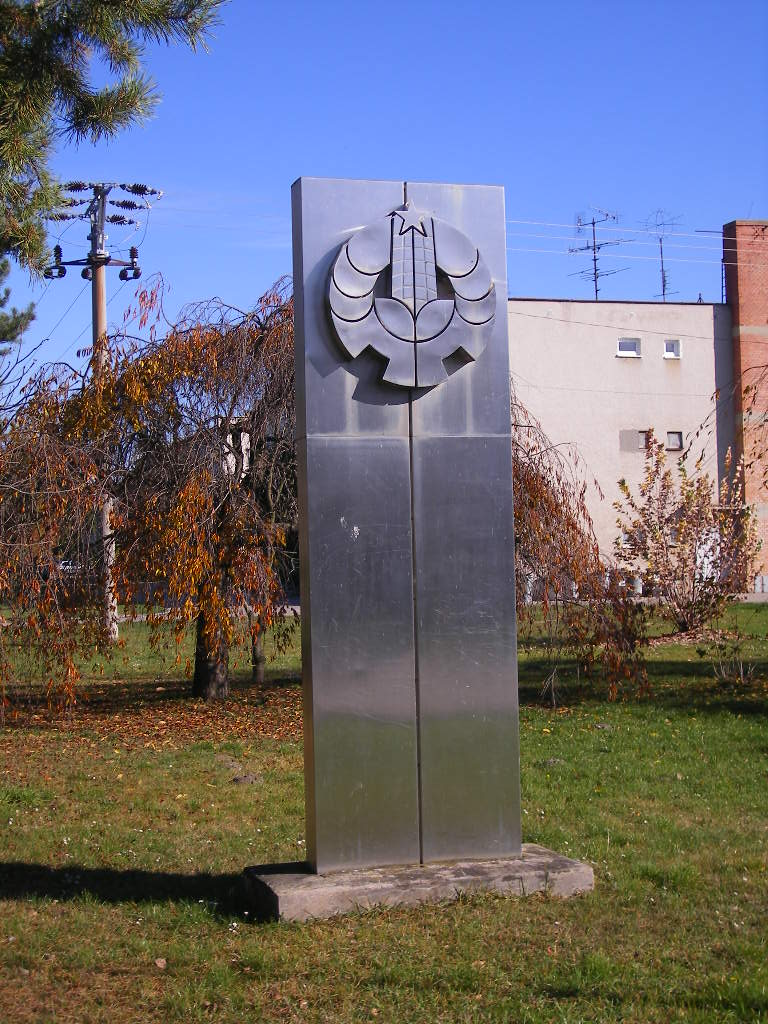
A volt Csilizközi Szövetkezet
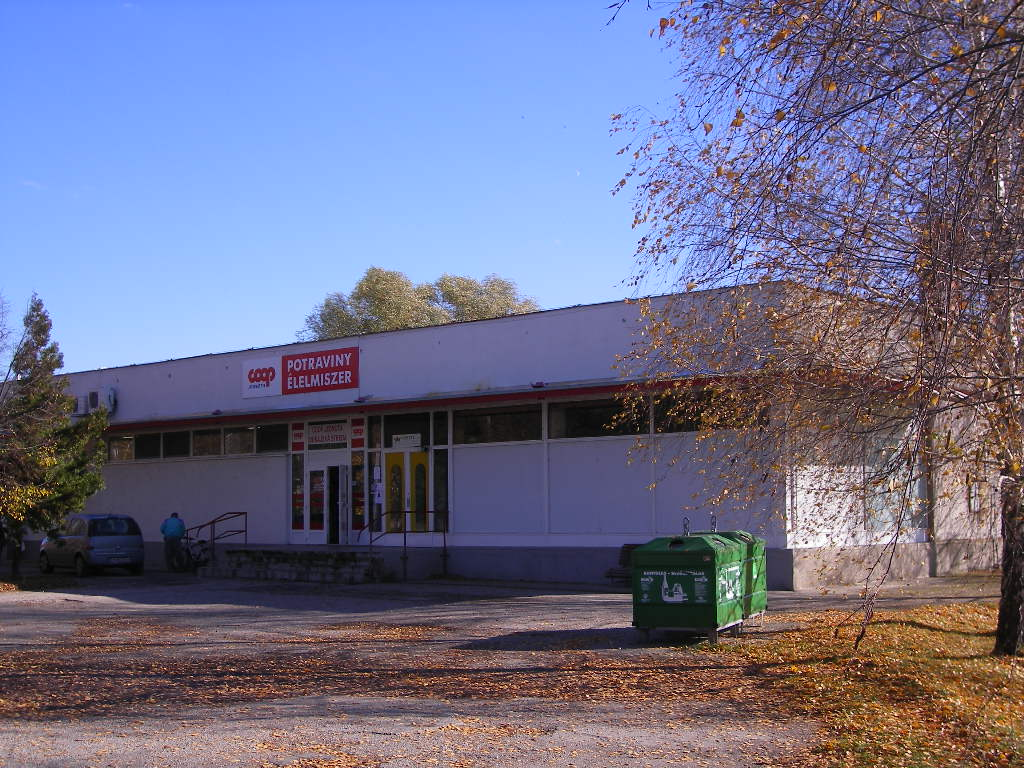
Élelmiszerüzlet
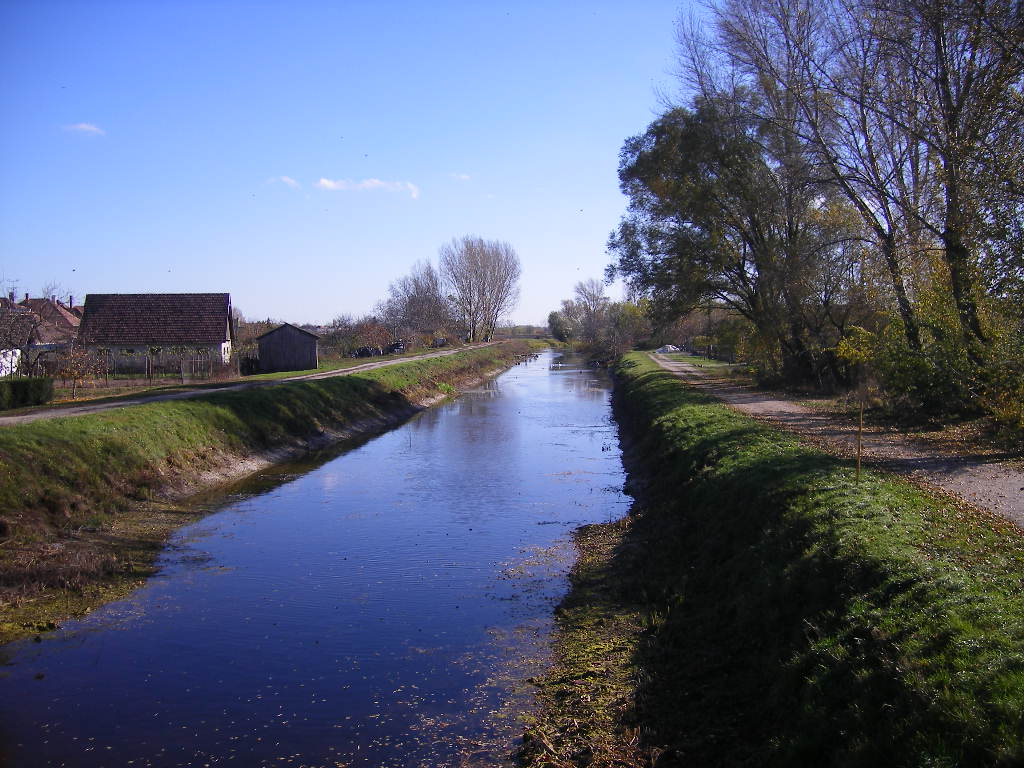
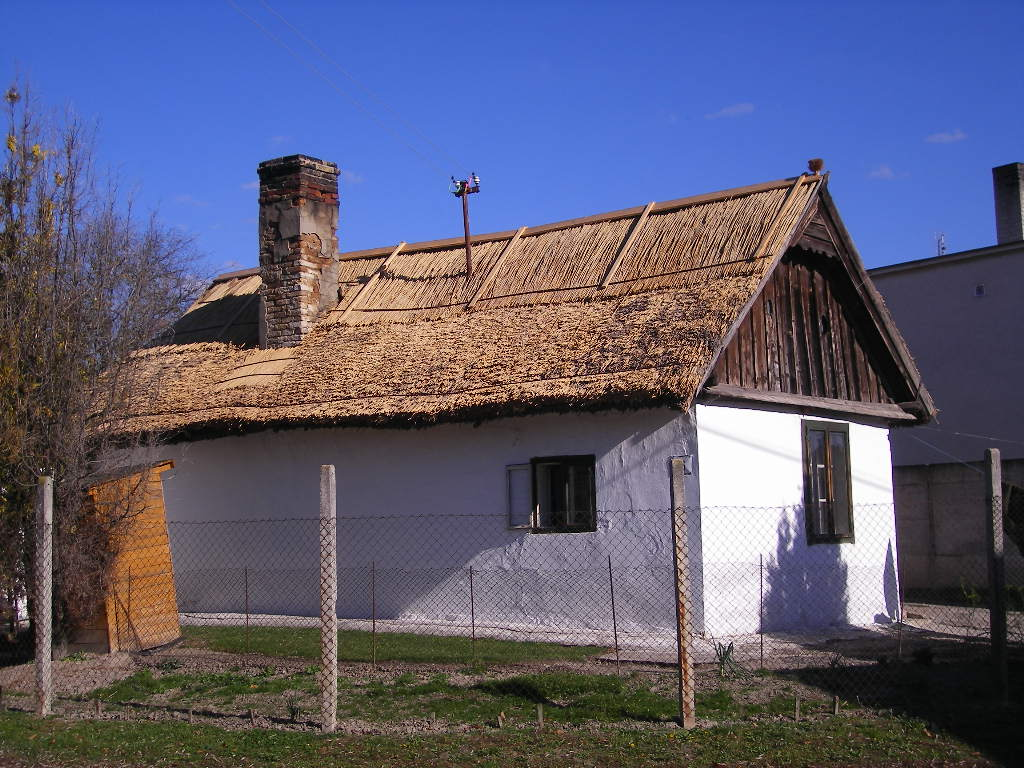
Nádfedeles ház
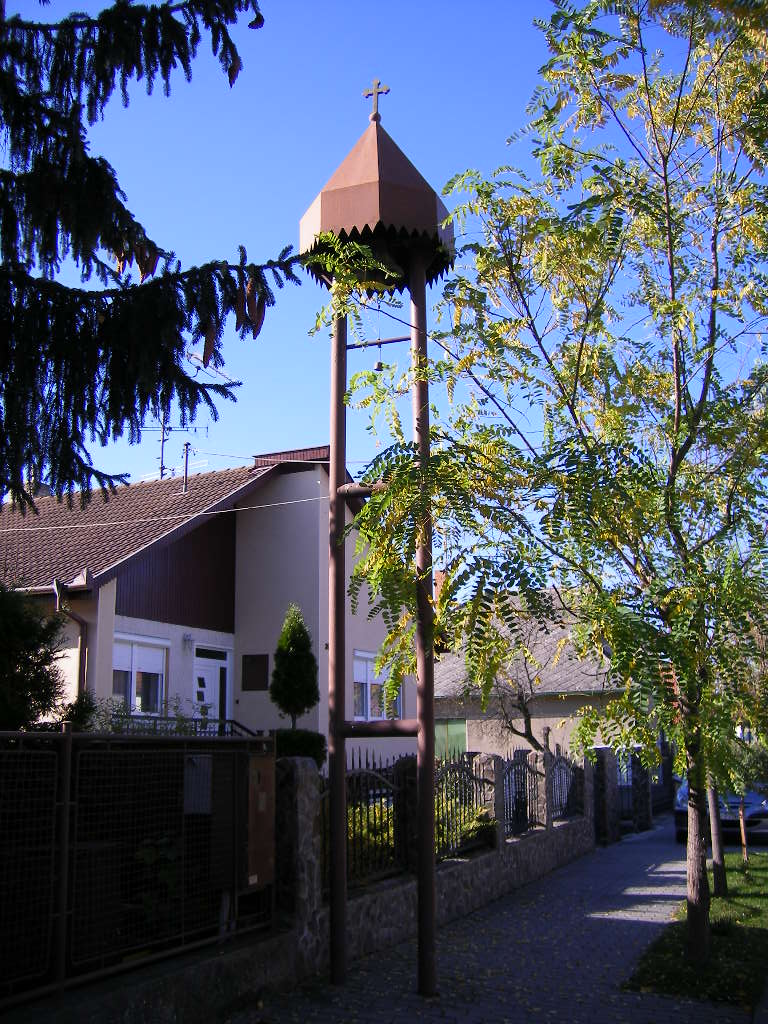
Harangláb
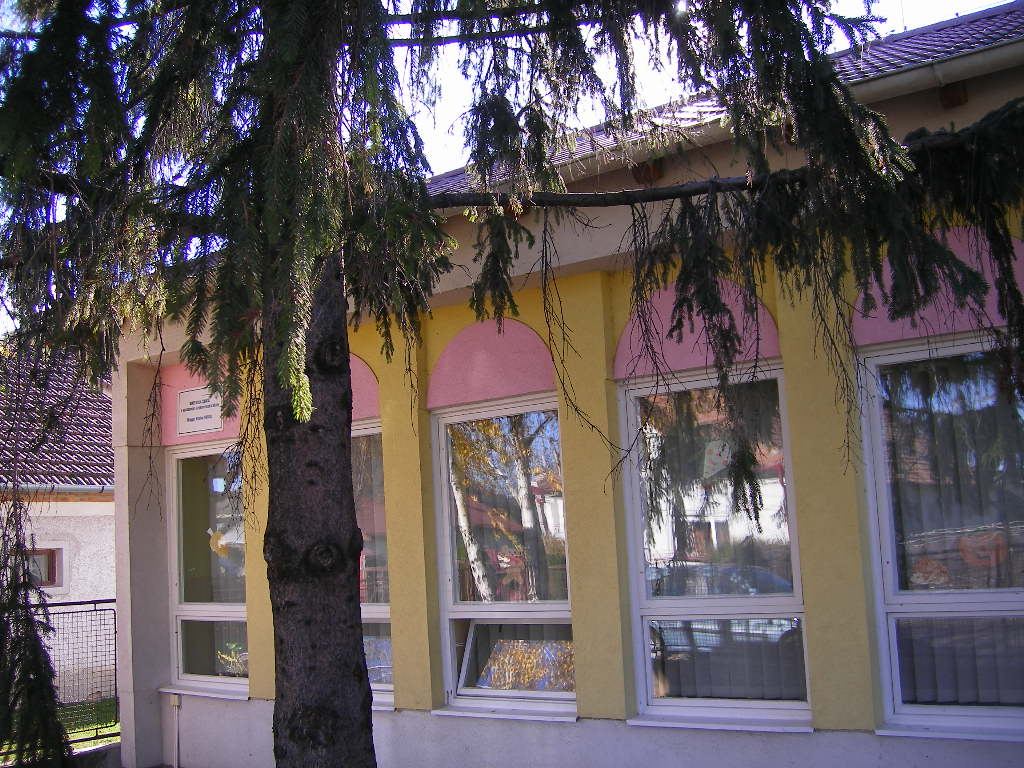
Óvoda
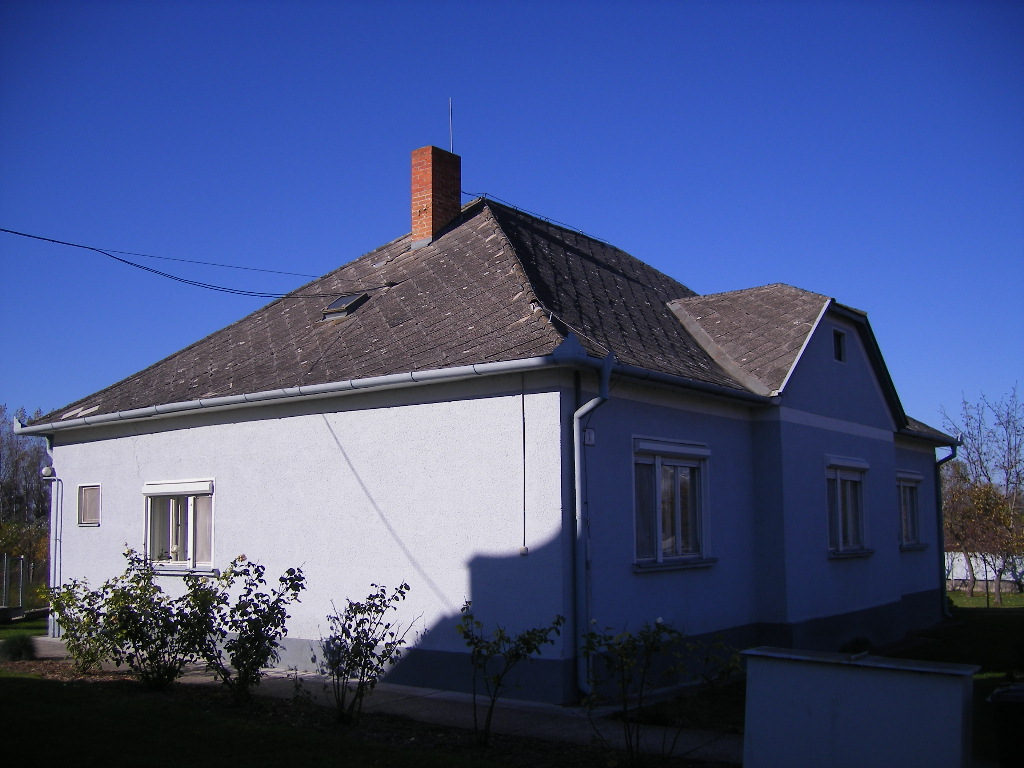
Református lelkészlak
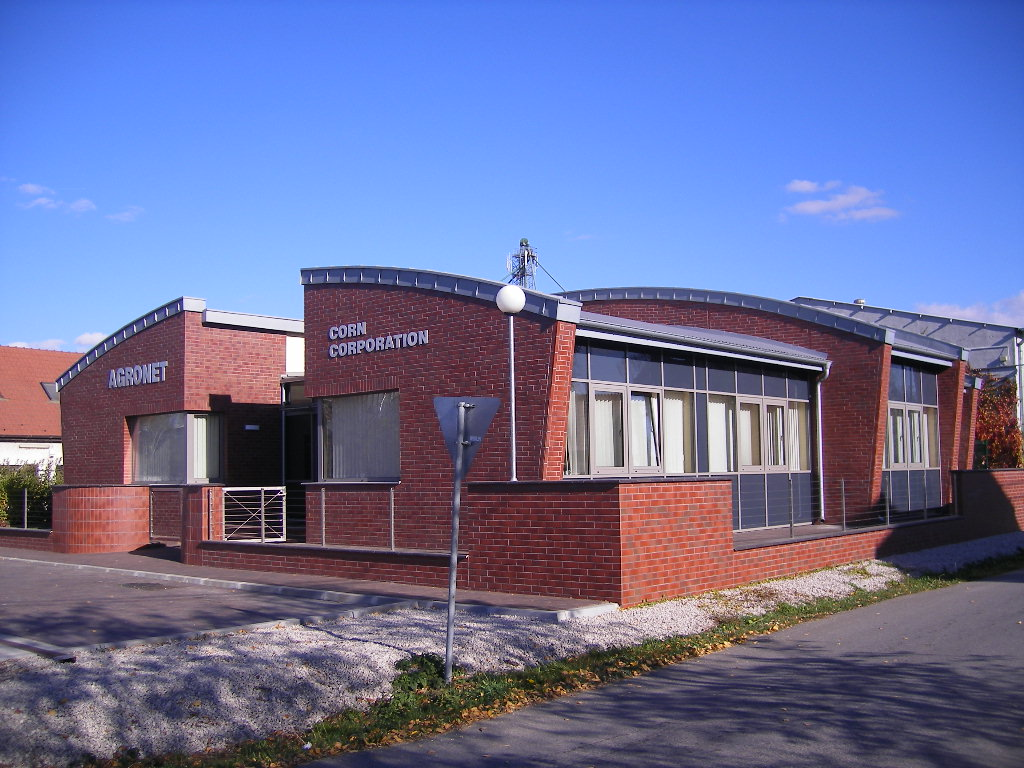
Agronet Rt.
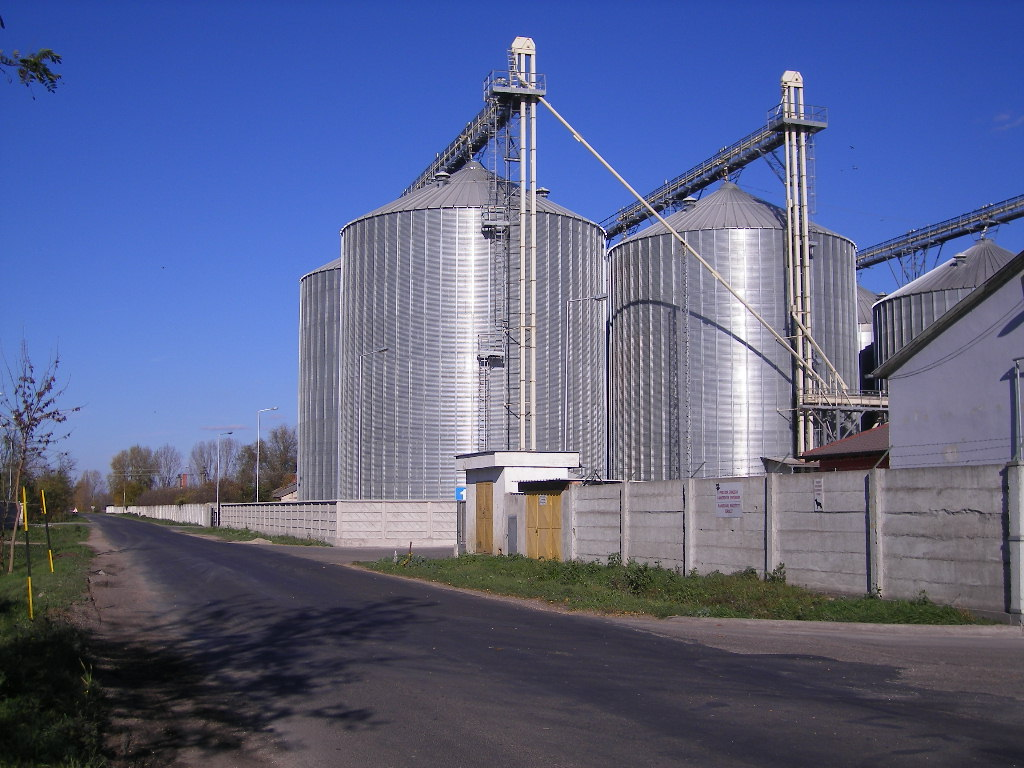
Kukoricasilók

## Testvértelepülés
- Réty